# Huella (astronáutica)

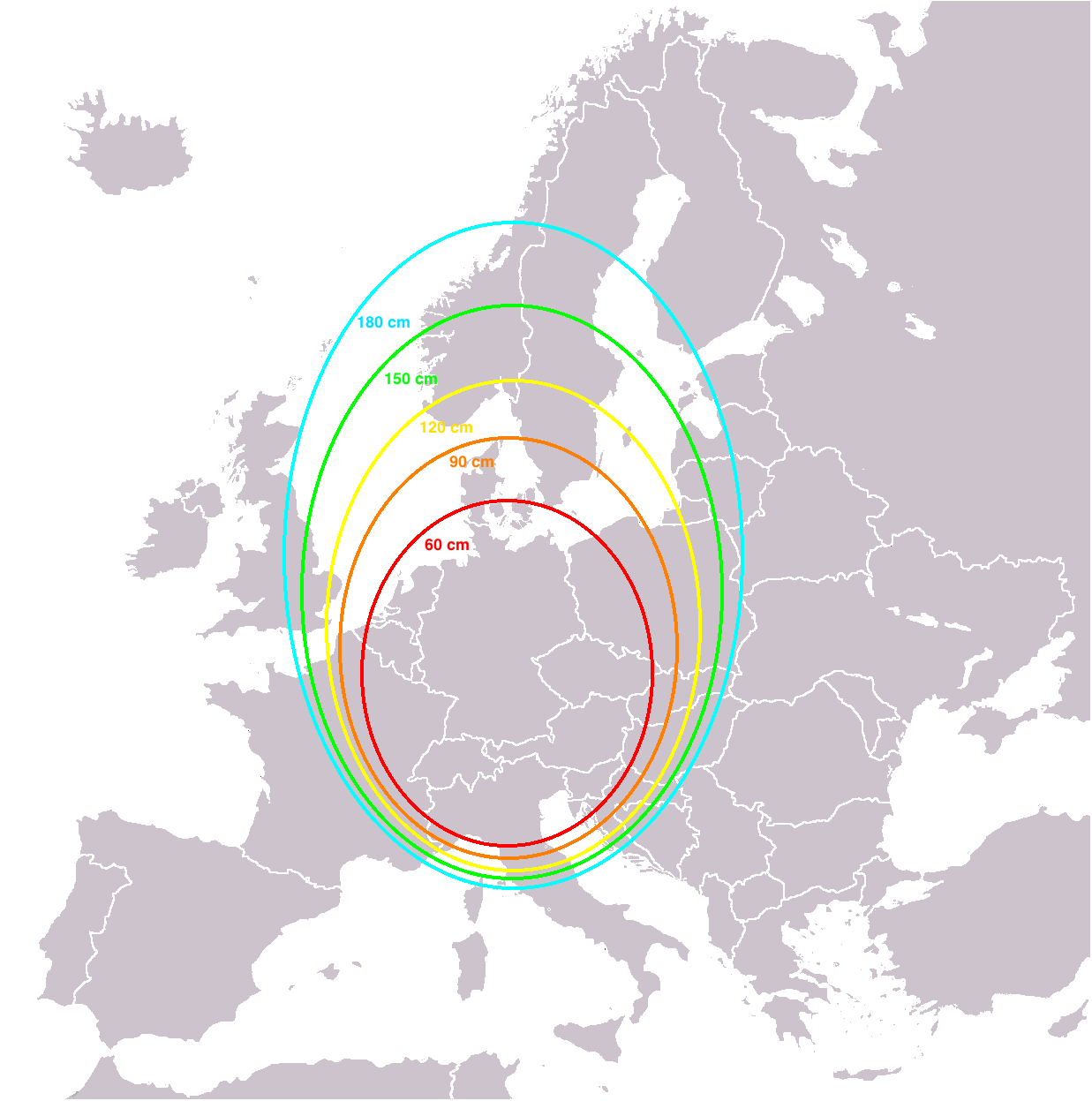
Una huella elíptica teórica de un satélite dirigido a Alemania, Austria y Suiza.

La huella de un satélite de comunicaciones es conocida como el área terrestre que sus transpondedores ofrecen cobertura y determina el diámetro de la antena parabólica requerido para recibir la señal de cada transpondedor. Por lo general, hay un mapa diferente para cada transpondedor (o grupo de transpondedores), ya que cada uno puede estar destinado a cubrir diferentes áreas. Los mapas de huella generalmente muestran el diámetro mínimo estimado de la antena parabólica requerido o la intensidad de la señal en cada área medida en dBW.
- Datos: Q779460